# Hlavné námestie (Bratislava)

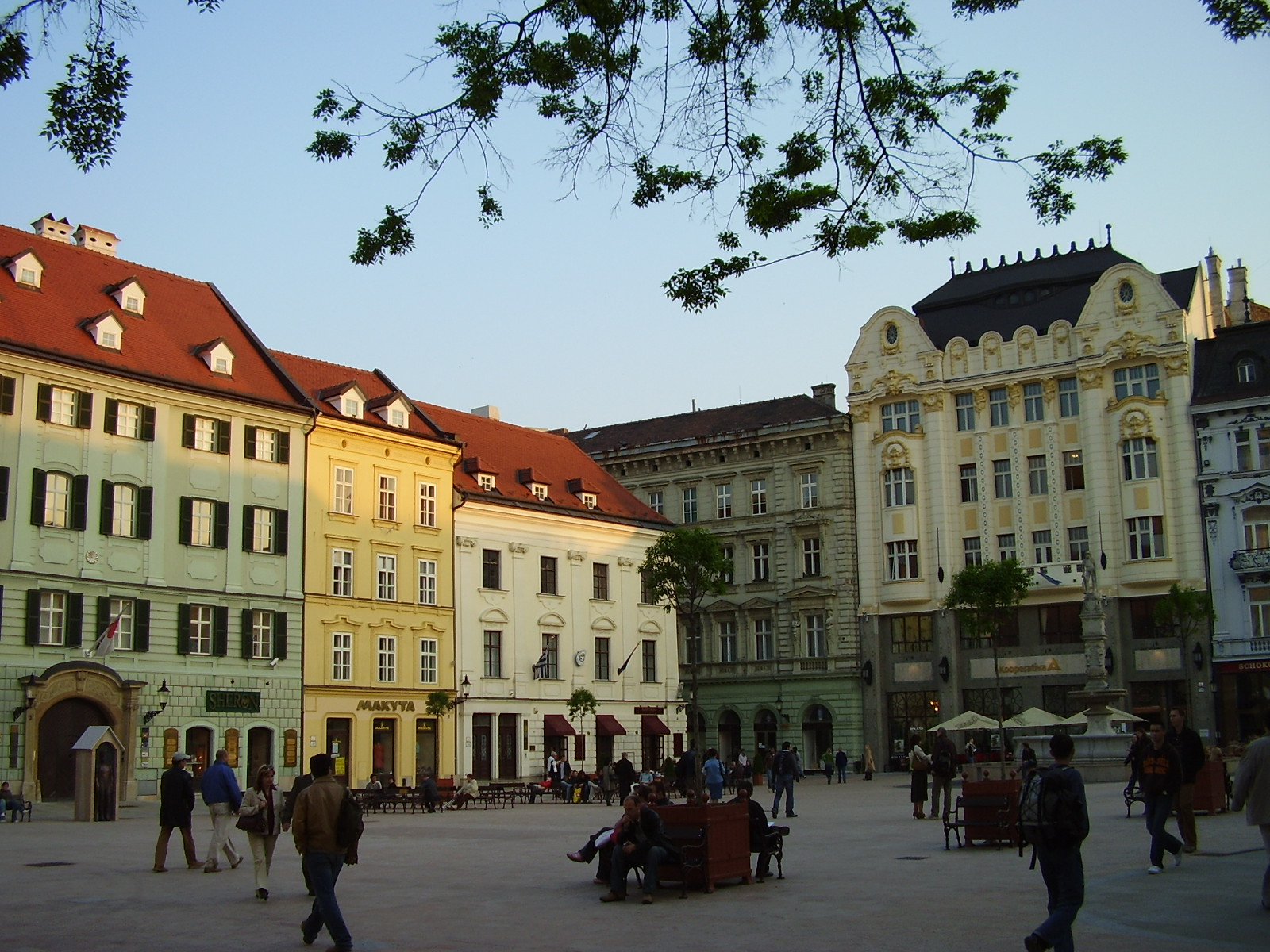
Der Hauptplatz im Jahr 2006

Hlavné námestie (deutsch Hauptplatz) ist der zentrale Platz in der Altstadt (Staré Mesto) von Bratislava. Er wird auf einem Ende von der Sedlárska ulica (Sattlergasse) und am anderen vom Františkánske námestie (Franziskanerplatz) begrenzt, der bis Anfang des 18. Jahrhunderts mit dem Hauptplatz eine Einheit bildete.

## Allgemeines
Der Platz ist von historischen Gebäuden und Palais umgeben, von denen das im 14. Jahrhundert erbaute Alte Rathaus das bedeutendste ist. Andere Sehenswürdigkeiten sind der Maximiliansbrunnen (fälschlich Rolandsbrunnen genannt), das sezessionistische Roland-Palais, das neubarocke Palugyay-Palais, das Esterházy-Palais (ergo das frühere Kutscherfeld-Palais) sowie das Statthalterpalais. Außerdem befinden sich hier die Auslandsvertretungen Frankreichs, Griechenlands und Japans. Auch das weithin bekannte Café Mayer hat seinen Platz hier. Heute finden am Platz verschiedene Konzerte, Feiern (insbesondere die Silvesterfeier) und saisonale Märkte statt, zum Beispiel der Ostermarkt oder der Weihnachtsmarkt.

## Historische Namen

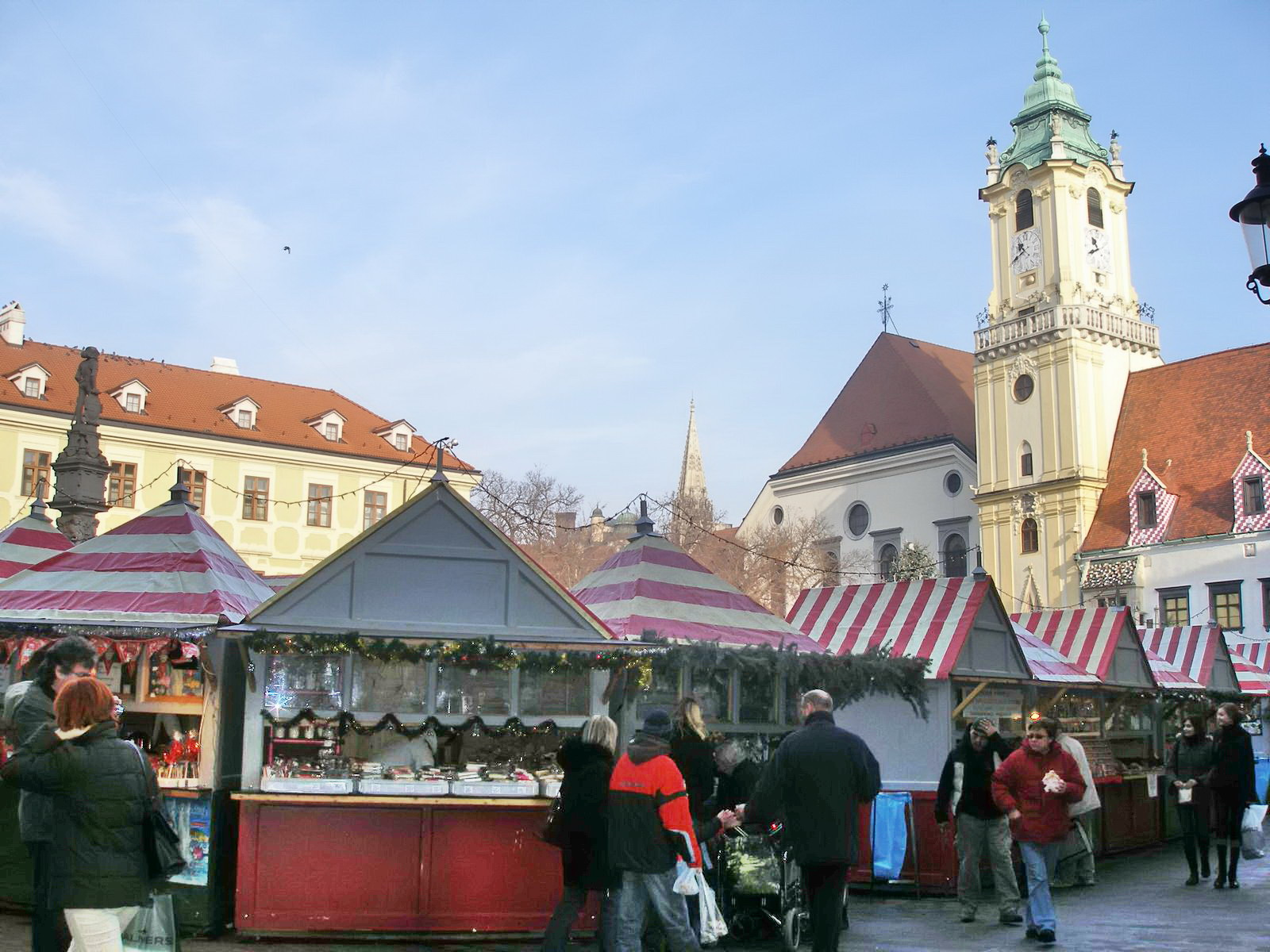
Hauptplatz und Weihnachtsmarkt (2007). Altes Rathaus rechts, Maximiliansbrunnen links

Die ersten nachgewiesenen Namen des Platzes wurden im 14. Jahrhundert erwähnt: 1370 wird die deutsche Form Markt und Platz genannt und drei Jahre später ist die lateinische Form Forum nachgewiesen. Im 15. Jahrhundert werden die deutschen Namen Markt (1406) und Ring (1436) erwähnt. Spätere Namen sind: Forum civitatis (lateinisch, 1668), Franz Joseph-Platz (dt.) / Ferenc József tér (ungarisch) (1850), Hauptplatz oder Haupt-Rathaus-Platz (dt.) / Főtér (ungarisch) (19./20. Jahrhundert). In der ersten Tschechoslowakischen Republik hieß er Masarykovo námestie (Masaryk-Platz), während er in der ersten Slowakischen Republik den Namen Hitlerovo námestie (Hitler-Platz) trug. In der kommunistischen Tschechoslowakei wurde der Platz als Námestie 4. apríla (Platz des 4. April) bezeichnet, nach dem Tag der Befreiung Bratislavas durch sowjetische Truppen (siehe Geschichte Bratislavas). Seit der Samtenen Revolution trägt er den heutigen Namen.